# تپه علی‌آباد علیا
تپه علی‌آباد علیا مربوط به عصر آهن - دوره اشکانیان - دوره ساسانیان است و در شهرستان کرمانشاه، بخش ماهیدشت، دهستان ماهیدشت، ۲/۵ کیلومتری شمال شرق روستای علی‌آباد علیا واقع شده و این اثر در تاریخ ۷ اسفند ۱۳۸۶ با شمارهٔ ثبت ۲۱۷۳۷ به‌عنوان یکی از آثار ملی ایران به ثبت رسیده است.